# Sân bay Diyarbakır
Sân bay Diyarbakır (IATA: DIY, ICAO: LTCC) là một sân bay hỗn hợp quân sự và dân dụng ở Diyarbakır, Thổ Nhĩ Kỳ. Phi đội số 8 của Không quân Thổ Nhĩ Kỳ đóng quân ở đây. Sân bay này có 1 đường băng dài 3549 m bề mặt bê tông.

## Các hãng hàng không và các tuyến điểm
- Blue Wings (Hannover)
- Onur Air (Istanbul-Atatürk)
- Pegasus Airlines (Ankara, Istanbul-Sabiha Gökçen)
  - Pegasus Airlines do Izair cung ứng (Izmir)
- Turkish Airlines (Ankara, Istanbul-Ataturk, Istanbul-Sabiha Gökçen)
  - Turkish Airlines do SunExpress cung ứng (Antalya, Bursa, İzmir)[5]